# Dötlingen
Dötlingen es un municipio situado en el distrito de Oldemburgo, en el estado federado de Baja Sajonia (Alemania). Su población a finales de 2016 era de unos 6212 habitantes.
Se encuentra ubicado a poca distancia al oeste de la ciudad de Bremen.